# 언더클래스맨
언더클래스맨(Underclassman)은 미국에서 제작된 마코스 시에가 감독의 2005년 액션, 코미디, 범죄, 스릴러 영화이다. 닉 캐논 등이 주연으로 출연하였고 피터 에이브람스 등이 제작에 참여하였다.

## 출연

### 주연
- 닉 캐논
- 로셀린 샌체즈
- 숀 애쉬모어
- 안젤로 스피지리

### 조연
- 휴 보네빌
- 롭 브루너
- 벤 코튼
- 케일리 디퍼
- 샘 이스튼
- 니콜 가자
- 브랜디 헤이드릭
- 켈리 후
- 제이미 케일러
- 자니 루이스
- 치치 마린
- 바트 맥카시
- 데이빗 미치
- 잭 샌티아고
- 크리스 레온
- 마크 핑코쉬
- 크리스토퍼 로저몬드
- 래븐 래리모어 켈리

## 제작진
- 미술: 게리 프루트코프
- 의상: 티쉬 모나한
- 배역: 스투어트 아이킨스
- 배역: 숀 코시
- 배역: 크리스틴 쉑스